# Мальцев Михайло Матвійович
Михайло Матвійович Мальцев (1901, село Трезубово, тепер Брейтовського району Ярославської області, Російська Федерація — березень 1961) — український радянський діяч, 1-й секретар Ізмаїльського обкому КП(б)У. Депутат Верховної Ради Башкирської АРСР 4-го скликання.

## Біографія
Народився в родині селянина-бідняка. Трудову діяльність розпочав у 1913 році в сільській пекарні.
У 1914 році переїхав до Петрограда і до 1919 року працював слюсарем-інструментальником у слюсарній майстерні та на заводі «Динамо». З 1919 року працював слюсарем Рибінського судноремонтного заводу «Сліп».
У 1922—1924 роках — у Червоній армії.
З 1924 року — слюсар-інструментальник Київського заводу «Точприлад».
Член ВКП(б) з 1925 року.
З 1927 по 1930 рік — секретар партійної організації Київського заводу «Точприлад».
У 1930—1935 роках — директор заводу «Укрплодовоч» в місті Вінниці; заступник начальника політичного відділу Луганської машинно-тракторної станції Донецької області.
У 1935—1938 роках — 2-й секретар Станично-Луганського районного комітету КП(б)У Донецької області; 2-й секретар Сватівського районного комітету КП(б)У Донецької області.
У 1938—1939 роках — 2-й секретар Одеського міського комітету КП(б)У.
З 1939 року — на політичній роботі в Червоній армії.
З липня 1940 року — 2-й секретар Ізмаїльського повітового комітету КП(б)У. До лютого 1941 року — 1-й секретар Ізмаїльського міського комітету КП(б)У Аккерманської (з грудня 1940 року — Ізмаїльської) області. З лютого до липня 1941 року — 2-й секретар Ізмаїльського міського комітету КП(б)У Ізмаїльської області.
З липня 1941 до 1945 року — в Червоній армії, призваний Ізмаїльським міським військовим комісаріатом. Учасник німецько-радянської війни. У 1941 році — заступник начальника політичного відділу 15-й бригади Протиповітряної оборони Приморської армії. У листопаді 1941 року був важко поранений у боях за Крим. Після лікування служив начальником політичного відділу місцевого евакуаційного пункту № 8 Ленінградського фронту. Потім — начальник політичного відділу другого Астраханського піхотно-кулеметного училища.
З травня 1946 по вересень 1947 року — 2-й секретар Ізмаїльського міського комітету КП(б)У Ізмаїльської області.
У вересні (затв.) 1947 — січні 1948 року — 2-й секретар Ізмаїльського обласного комітету КП(б)У.
У січні 1948 — січні 1949 року — 1-й секретар Ізмаїльського обласного і міського комітетів КП(б)У.
З січня по вересень 1949 року — 2-й секретар Ізмаїльського обласного комітету КП(б)У.
У 1950—1952 роках — начальник політичного відділу Естонського морського пароплавства.
У 1953 році закінчив річні курси керівних працівників при Вищій партійній школі ЦК КПРС.
У 1953—1955 роках — начальник політичного відділу Бєльського річкового пароплавства в місті Уфі Башкирської АРСР.
З січня 1955 по 1957 рік — 1-й секретар Благовєщенського районного комітету КПРС Башкирської АРСР.
Потім — персональний пенсіонер. Помер у березні 1961 року після важкої хвороби.

## Звання
- майор
- підполковник

## Нагороди
- орден Трудового Червоного Прапора (23.01.1948)
- орден Вітчизняної війни ІІ ступеня (6.06.1945)
- орден «Знак Пошани»
- медаль «За оборону Одеси»
- медаль «За перемогу над Німеччиною у Великій Вітчизняній війні 1941—1945 рр.»
- медалі